# Рогнединський район
Рогнединський муніципальний район — адміністративна одиниця на півночі Брянської області Росії.
Адміністративний центр — селище міського типу Рогнедино.

## Географія
Площа району — 1060 км². Лісами зайнято 26 відсотків території району. Клімат району помірно-континентальний.
У геоморфологічному відношенні територія муніципального утворення розташовується в межах південної окраїни Смоленсько-Московської височини з абсолютними висотами вододілів понад 200 метрів і являє собою порожню-хвилясту рівнину, розчленовану яро-балковою мережею. Вона повністю відноситься до басейну річки Десни.
На території району є родовища торфу площею 1259 га із запасами 6700 тонн, є запаси крейди (буд. Молотьково, буд. Лутовиновка) піску (с. Щипань, с. Снопот. с. Шаровичі), глини (с. Орміно, с. Немірка, смт. Рогнедино). Розробка кар'єрів у районі не здійснюється, використаються тільки піщано-гравійні кар'єри для дорожньо-будівельних робіт.

## Історія
5 липня 1944 року Указом Президії Верховної Ради СРСР була утворена Брянська область, до складу якої, поряд з іншими, був включений і Рогнединський район. В 1963 році район був скасований, в 1972 році — відновлений.

## Демографія
Населення району становить 8,3 тис. чоловік, у тому числі в міських умовах проживають близько 3 тис. Щільність населення 7.4 чоловік на 1 кв.км. Відповідно до перепису населення в районі проживають росіяни, українці, білоруси й вірмени. У районі налічується 88 населених пунктів.

## Адміністративний поділ
До складу муніципального утворення входять одне міське: МУ «Рогнединське міське поселення» і п'ять сільських поселень: МУ «Вороновське сільське поселення», МУ «Селіловицьке сільське поселення», МУ «Тюнінське сільське поселення», МУ «Федоровське сільське поселення», МУ «Шаровицьке сільське населення».

## Економіка
За структурою Валового регіонального продукту Рогнединський район є аграрним районом, крім того, у районі є промислові підприємства, транспортна мережа й сектор роздрібної торгівлі, розвиваються нові технічні засоби зв'язку. На даному етапі економічного розвитку частці сільського господарства в структурі Валового регіонального продукту належить 51.3 відсотка, промисловість 3.7 відсотка, сектору роздрібної торгівлі належить 12.2 відсотка.
У районі працюють 57 роздрібних торговельних підприємств приватної торгівлі, з них 46 продовольчих магазинів, 9 промислових, 2 змішаних. 29 магазинів працюють у сільській місцевості.
У Рогнединском районі працює 14 підприємств громадського харчування на 574 посадкові місця, з них 1 закусочна індивідуального підприємця, одна їдальня ПУ-38, 12 шкільних їдалень.

## Сільське господарство
Основний економічний потенціал Рогнединського району — виробництво сільськогосподарської продукції. Кліматичні умови, внесення органічних і мінеральних добрив у ґрунт створюють гарні умови для одержання високих урожаїв зернових культур, картоплі й овочів.
Основні сільськогосподарські культури, які вирощуються в районі в цей час: пшениця, овес, жито, гречка, основна культура району льон.
Стійка кормова база, наявність пасовищ і випасів створює гарні умови для інтенсивного ведення тваринництва. Найпоширеніше розведення й вирощування молочної й м'ясної худоби.
У структурі сільгосппродукції 57 відсотків займає рослинництво. Галузь орієнтована на забезпечення тваринництва кормами власного виробництва, а також на виробництво зерна, картоплі, льна й іншої продукції. Основною землеробською культурою в районі є виробництво зернових культур і льна.
Частка тваринництва становить 43 відсотка в структурі виробництва продукції. У районі розвинені молочно-м'ясний напрямок і одержує розвиток вівчарство.

## Транспорт
Важливу роль в ефективному функціонуванні народногосподарського комплексу району грає транспортна система, що складається з автомобільних доріг і залізниць.
Головною автомобільною дорогою Рогнединского району, що забезпечує його зв'язок з опорною дорожньою мережею області, обласним центром і сусідніми районами, є автодорога Брянськ — Дубровка — Рогнедино. У цілому район забезпечений мережею доріг, що зв'язують адміністративний центр смт. Рогнедино з усіма центральними садибами сільськогосподарських кооперативів і сусідніх районів.
Загальна довжина автомобільних доріг на території району становить 326 км, у тому числі із твердим покриттям 123.5 км, питома вага автомобільних доріг із твердим покриттям у загальній довжині автомобільних доріг становить 37.9 відсотка.
На території району пролягає полотно залізниці завдовжки 30.3 км, але в цей час вона не використовується для доставки вантажів на територію району.
Річки, що протікають по території району, не судноплавні.
Основним видом транспорту в Рогнединском районі є автомобільний.
У 2000 році завершене з'єднання з районним центром центральних садиб сільгоспкооперативів.

## ЗМІ
В районі виходить суспільно політична газета «Новый путь» (укр. Новий шлях). Головний редактор районної газети «Новий шлях» Мартинова Лідія Олександрівна.

## Пам'ятки
1. Городище. На північній окраїні села, Десна (правий берег), на високому мисі, городище. Воно складається з дитинця й обхідного міста. Дитинець трикутної форми, розмірами 30×25 м, відділений з півдня від обхідного міста валом і ровом. Обхідне місто трапецієподібне у плані, розмірами 120 х 50 — 100 м, з напольной сторони захищене високим валом і ровом. Укріплена частина городища займає територію близько 1 га. На схід по берегу річки розташований велике (1 га) неукріплене селище-посад.
2. Орєхове озеро. Одне із самих значних заплавних озер Брянської області. Тут відзначені великі зарості водяного горіха, іменованого рогульником. Плоди цього древньої (реліктової) рослини мають 4 гострі роги. Завдяки їм, упавши на дно водойми, горіхи добре зміцнюються і, занесені мулом, відмінно перезимовують. Біла м'якоть горіха крахмалиста, солодкувата, по смаку нагадує каштан.
3. Семеновське болото. Площа 8,9 га. Розташоване біля села Семеновка. Статус пам'ятки з 1992 року.
4. Соколиний бір. Площа 745 га. Розташоване біля села Снопоть. Прирдный комплекс хвойного лісу; рідкі види рослин; рідкі й зникаючі види птахів; місця їхнього гніздування.
5. Соколиний Бір ландшафтный заказник. Утворений в 1972 р. рішенням Брянського облвиконкому від 14.08.72 № 596. Розташований у Рогнединском р-ні на території Рогнединського лісництва. Площа — 667 га. Землекористувач — Дубровський лісгосп. Абсолютна переважна висота — 190 м. Ландшафт — долинний (р. Десна). Призначений для охорони коштовних соснових лісів борової тераси р. Десни. Має історико-меморіальне значення, як місце боїв часів Великої Вітчизняної війни.